# 員林福寧宮
23°57′36″N 120°34′15″E / 23.960013°N 120.570933°E
員林福寧宮，是位於臺灣彰化縣員林市和平里的媽祖廟，原先主神與廣東移民的三山國王合祀，後來福建移民於雍正年間獨立建廟。

## 沿革

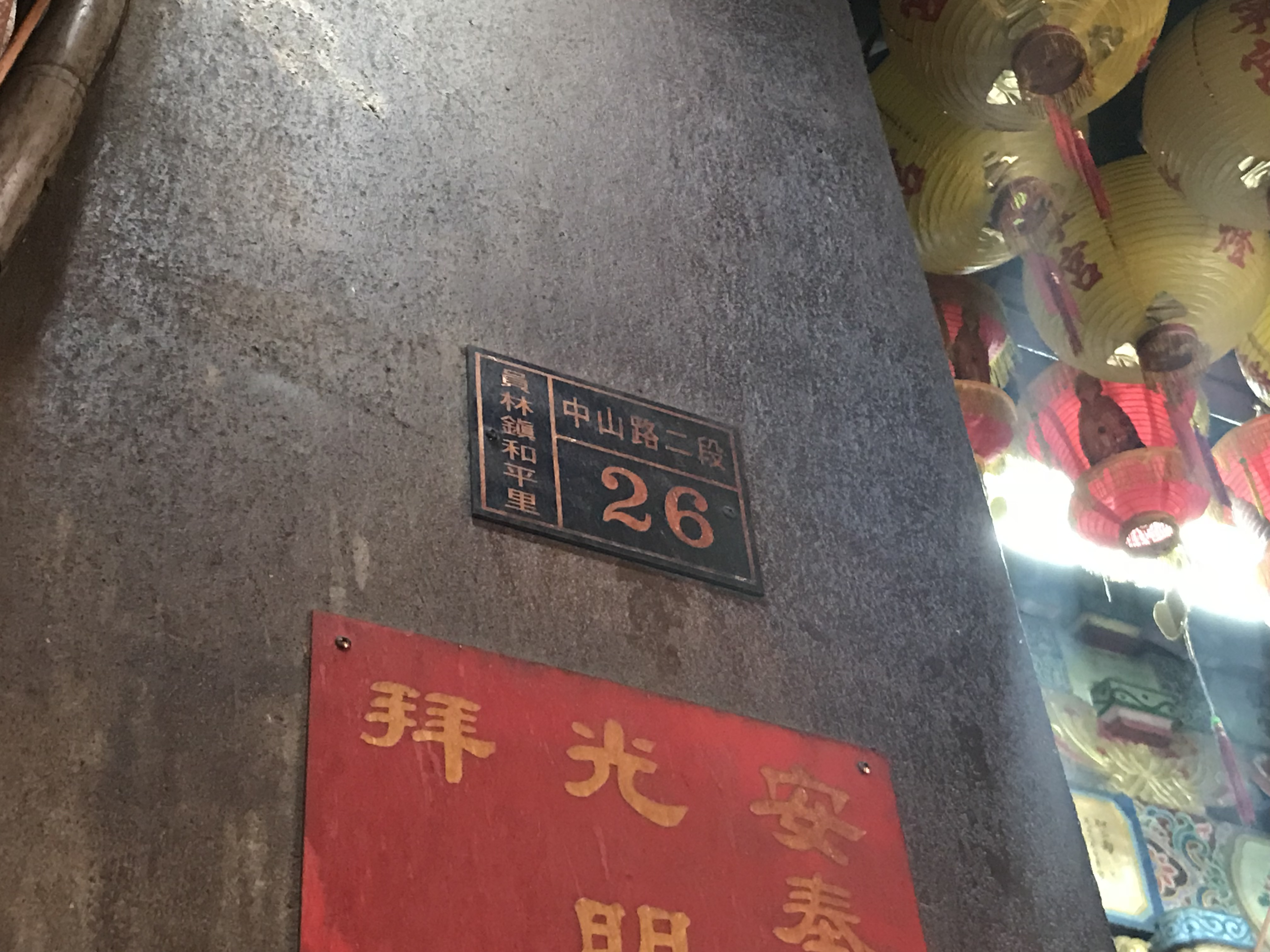
門牌

原先員林的廣東與福建移民在雍正四年（1726年）合建主祀媽祖與三山國王的員林廣福宮，但因生活習俗與語言差異，閩人另外在雍正年間另建媽祖廟。信徒另組春蘭社、霞漳社、秋祀誠社三個神明會，募款購地，取名「福寧宮」，原先廣福宮也易名為「廣寧宮」。建好後，俗稱「大媽」的媽祖神像留在廣寧宮，「二媽」迎到福寧宮。此因族群另建的現象，他例有西螺廣福宮。
員林福寧宮在嘉慶戊辰（1808年）及光緒乙酉年（1885年）歷經兩次修繕，還傳出重建上樑時有三名小孩遭磚石砸落結果安全無恙的事蹟。
廟內有一塊昭和七年（1933年）、寫有「海國慈航」的匾，匾面還浮雕著八仙像，為其特別的匾額之一。

## 祭祀

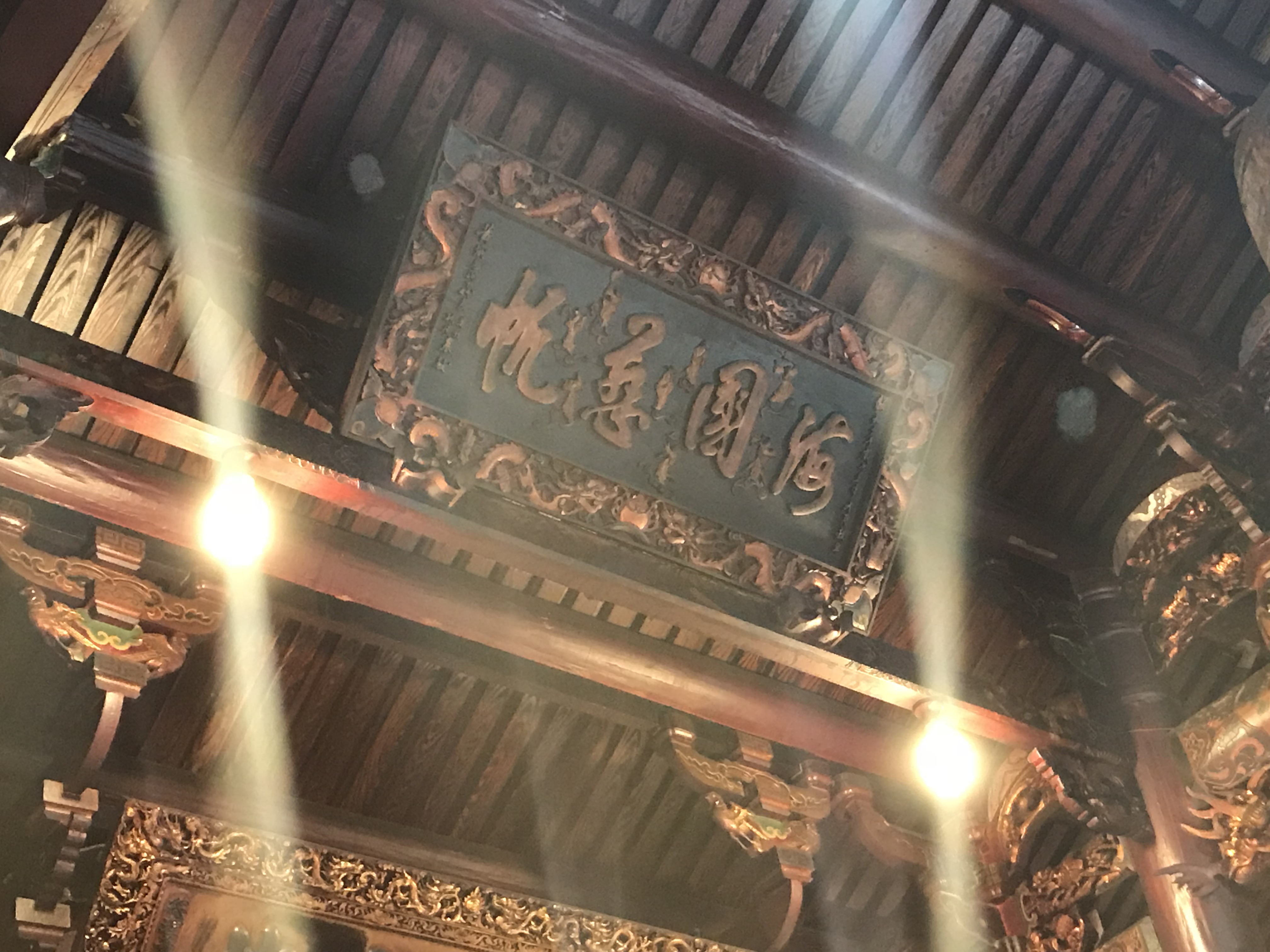
「海國慈航」匾

正殿供奉媽祖，左祀伽藍主宰、右祀註生娘娘。其中伽藍主宰穿著古時大官衣帽，生日為農曆四月十五，身分等為媽祖的總管，也兼文武判官，在大甲鎮瀾宮也有同神。註生娘娘神像前有求生男的白紙花、求生女的紅紙花，並有抱小孩、有背嬰兒的婦女隨從神像，專家考據刻工皆出自中國大陸。廟內也祭祀掌管求學考試的五文昌。
此廟除原本的春蘭社、霞漳社、秋祀誠社神明會外，二媽、三媽、四媽、五媽、六媽等神明會。在2000年報導時，清治時期創立的二媽會信徒一直維持一百六十名，而且都是父子相傳，每年農曆三月廿五日會來祭拜媽祖，唱頌辭全用古音。
大甲媽進香團回鑾行程從北斗奠安宮啟駕後，會於永靖、員林交界處舉行頭香、二香、三香及贊香插香儀式，傳統是到員林福寧宮駐駕休息和午膳。
員林福寧宮也有參加2008年開始舉辦的彰化縣媽祖祈福文化節聯合遶境活動，2012年10月舉行時，當陣頭來到此廟就發生大火，媽祖祝壽大典因此延遲，民間遂有「媽祖以火災示警」之說。

## 地產

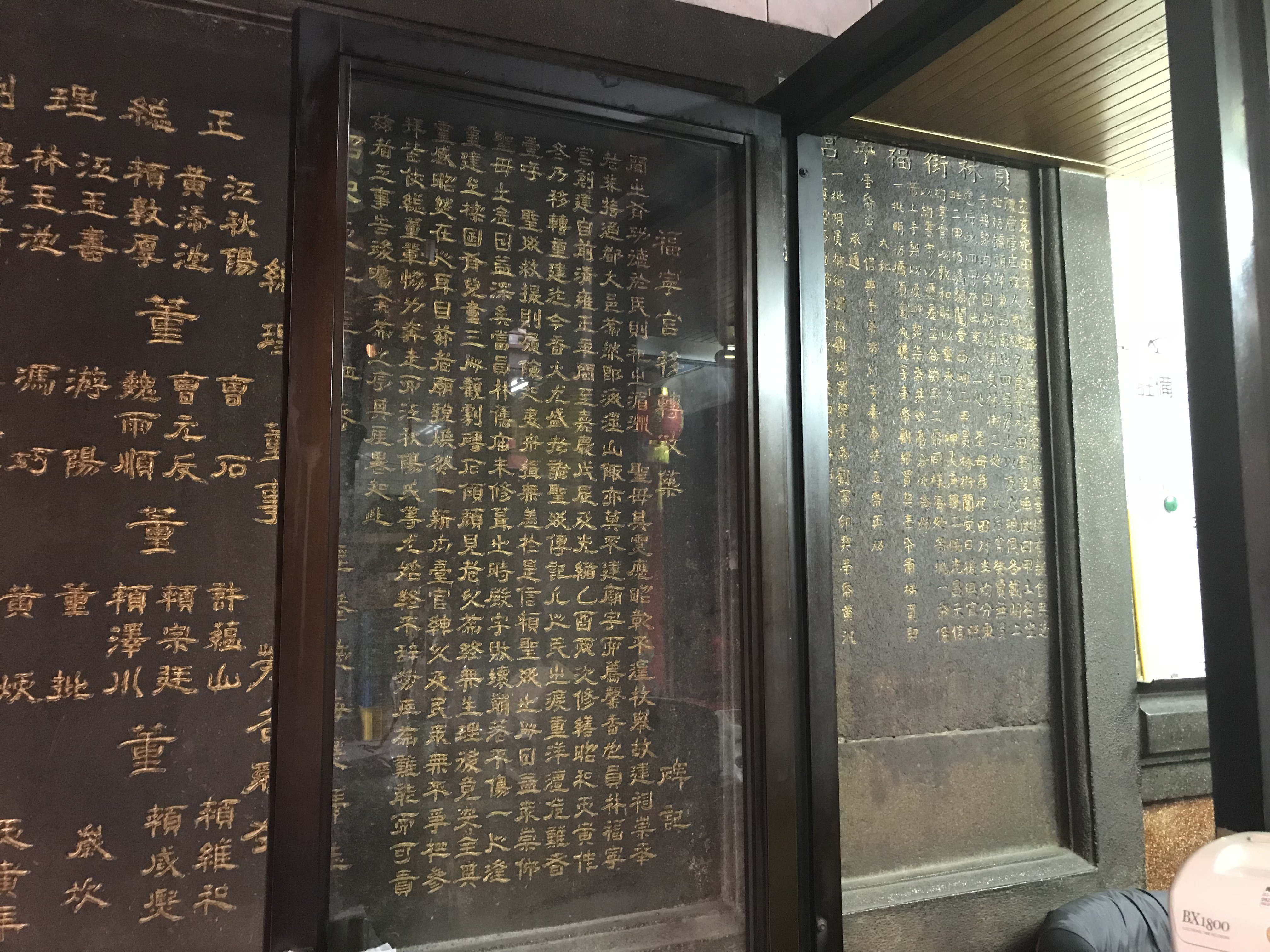
祀田碑

秋祀誠社擁有員林段515號等八筆土地，就在員林車站前鬧區黃金地段。廟方原許多不動產，但許多土地被偷賣或占用，曾被占用多達四十三筆土地，且只有一人有繳地價稅，導致稅務人員在1988年8月23日前來對廟方催討四十多年的稅金，讓廟產差點被查封。在2002年報導時，廟方還發現有人偽造秋祀誠社的沿革、派下員系統表，企圖冒領廟方土地。2015年彰化縣立委補選時，委員陳忠孝控告卓伯源，說卓縣長任內讓秋祀誠社的土地遭拍賣。

## 外部連結
- 員林福寧宮的Facebook專頁
- 官方网站